# Fusilier Mountain
Der Fusilier Mountain ist ein 810 m (nach britischen Angaben 821 m) hoher Berg an der Nordküste Südgeorgiens. Er ragt 4,3 km westlich des Mount Skittle an der Nordflanke des Heaney-Gletschers auf.
Der South Georgia Survey gab ihm im Zuge zwischen 1951 und 1952 durchgeführter Vermessungen den Namen Dome Mountain (englisch für Kuppelberg). Das UK Antarctic Place-Names Committee entschied dagegen 1991, den Berg nach den Royal Fusiliers zu benennen, dem 1685 gegründeten ältesten Verband der British Army. Eine Abordnung dieser Einheit war 1988 in Grytviken stationiert.